# Alt Comissionat del Govern per la Marca Espanya
L'Alt Comissionat del Govern per a la Marca Espanya, breument en 2018, Alt Comissionat del Govern per a la Marca Espanya i la promoció de l'espanyol, fou un òrgan unipersonal creat el 28 de juny de 2012 amb el propòsit de proposar al Govern les mesures per a la millora de la imatge exterior d'Espanya, així com la planificació, i l'impuls, coordinació i seguiment de l'acció exterior espanyola, pública i privada, en els àmbits econòmic, cultural, social, científic i tecnològic, encaminada a la promoció d'aquesta imatge, sense perjudici de les competències que tenen atribuïdes en aquest àmbit l'Institut Cervantes i els diferents departaments ministerials.
Depenia funcionalment del President del Govern, a través del Consell de Política Exterior, i orgànicament del Ministeri d'Afers Exteriors, Unió Europea i Cooperació d'Espanya. Va desaparèixer finalment el 13 d'octubre de 2018, passant les seves competències a la nova Secretaria d'Estat de l'Espanya Global.

## Finalitats
- Promoure mesures per millorar la imatge exterior d'Espanya i, a aquest efecte, rebre, elaborar i transmetre quants dades i informació resultin necessaris o convenients.
- Desenvolupar una eina d'informació periòdica per conèixer i mesurar la percepció sobre Espanya, i construir un sistema d'indicadors objectius, per dades de mesurament extern, que permetin el seu seguiment.
- Impulsar la planificació de l'acció exterior dels òrgans de les Administracions Públiques i organismes d'elles dependents, a través dels plans anuals d'actuació exterior, i coordinar i fer el seguiment de la seva execució.
- Promoure la participació en la planificació i execució de l'acció exterior de quants organismes públics i entitats públiques i privades gestionin activitats de promoció internacional, valorar i, si escau, recolzar, les seves iniciatives, i impulsar accions conjuntes de col·laboració públic-privada en aquest àmbit.
- Impulsar i coordinar les iniciatives de promoció del valor de la llengua espanyola com a llengua global i la seva posada en valor com a actiu en qualsevol àmbit i, especialment, en els àmbits econòmic, polític, social, cultural o digital.

## Competències
Corresponia a l'Alt Comissionat del Govern, en el marc de les directrius i estratègies fixades pel Consell de Política Exterior:
- La proposta al Govern dels plans anuals d'acció exterior per a la promoció de la Marca Espanya, que s'elaboraran amb les aportacions que realitzin els departaments ministerials i els seus organismes públics amb competències en aquest àmbit.
- La proposta al Govern, d'acord amb les instruccions de la Comissió Delegada per a Assumptes Culturals, d'una estratègia per a la promoció de la llengua espanyola com a llengua global, en coordinació amb els departaments ministerials i els seus organismes públics amb competències en aquest àmbit.
- L'impuls, coordinació i seguiment de l'execució del pla anual d'acció exterior i de l'estratègia per a la promoció de la llengua espanyola com a llengua global.
- La coordinació de totes les administracions, òrgans, organismes i entitats concernides i participants en l'execució de les actuacions per a la promoció de la imatge exterior d'Espanya i de la llengua espanyola.
- La celebració i formalització dels convenis de col·laboració que calguin per a l'execució de les seves competències.
- L'elevació d'informes periòdics al Govern sobre les activitats desenvolupades i els resultats obtinguts.
- La convocatòria i presidència de les reunions dels grups de treball que puguin constituir-se per dur a terme quantes actuacions resultin necessàries.
- La canalització i l'estudi de les iniciatives que formulin els òrgans de l'Administració General de l'Estat, els organismes públics d'ella dependents, així com qualssevol entitats, organitzacions sectorials i associacions o fundacions públiques o privades.
- Totes les altres funcions relacionades directament o indirecta amb les anteriors que siguin necessàries per al compliment de les seves finalitats i quantes unes altres li encomani el President del Govern.

## Alt Comissionat
L'Alt Comissionat era nomenat i cessat per reial decret del Consell de Ministres, a proposta del President del Govern. Tenia rang de Secretari d'Estat. L'única persona que va exercir el càrrec va ser Carlos Espinosa de los Monteros y Bernaldo de Quirós, qui va prendre possessió el 12 de juliol de 2012 i va ser cessat el 13 d'octubre de 2018.
L'adjunt a l'Alt Comissionat va ser Juan Carlos Gafo Acevedo va dimitir del seu càrrec al juliol de 2013 per haver insultat a través de Twitter als habitants de Catalunya.